# Cragganmore
Cragganmore er en skotsk single malt whisky, der fremstilles i landsbyen Ballindalloch  ved floden Spey i Skotland. Mærket blev især kendt, efter det i 1988 blev markedsført som 1 af de 6 Classic Malts. Cragganmore distilleri er på den officielle liste over Scotland's Malt Whisky Trail , som omfatter 8 Speyside producenter.

## Smag
Cragganmore er en mild og rund whisky, som umiddelbart ikke virker som stærk spiritus. Den har en langvarig eftersmag. Det anbefales, at drikke den tør  eller med blot nogle få dråber vand tilsat. 

## Prisniveau
I Danmark har salgsprisen været ret stabil siden 2006 og er i februar 2010 399,- kr. for en liter. Produktet er dog relativt ofte på tilbud, fx hos Kvickly, normalt til 279,- kr. for en liter.     

## Hjemmeside
- Destilleriets hjemmeside Arkiveret 27. februar 2010 hos  Wayback Machine